# كفر إبنهس
كفر إبنهس إحدى قرى مركز قويسنا التابع لمحافظة المنوفية في جمهورية مصر العربية.

## السكان
بلغ عدد سكان كفر إبنهس 8,701 نسمة، حسب الإحصاء الرسمي لعام 2006.